# Победа (кинотеатр, Петрозаводск)
«Победа» — бывший кинотеатр, располагавшийся в здании на проспекте Ленина в городе Петрозаводске Республики Карелия. Здание кинотеатра послевоенной постройки является памятником градостроительства и архитектуры регионального значения.

## История
Решение о строительстве кинотеатра на 600 мест в Петрозаводске было принято в октябре 1944 года, спустя уже четыре месяца после освобождения города от оккупации финскими войсками. В ходе совещания был рассмотрен ряд возможных проектов, в том числе и архитектора Семёна Якшина. Несмотря на неэкономичность в расходе железа и цемента, его вариант был признан наиболее успешным и утверждён председателем Совета Народных Комиссаров Карело-Финской ССР.
Именно по избранному проекту Якшина в Уфе к 1948 году руками военнопленных немцев был выстроен кинотеатр-«близнец». Возведение здания на выделенной под эти цели центральной части участка квартала № 61 по проспекту Ленина Петрозаводска началось в 1948 году и велось на протяжении трёх лет, причём немцы участвовали лишь в начальном цикле строительства, а достраивали уже местные учащиеся фабрично-заводских училищ.
Торжественное открытие «Победы» состоялось 1 января 1951 года. В день открытия кинотеатр посетило более двух тысяч человек, а первым фильмом, который был продемонстрирован на его экране, стала картина Александра Столпера «Далеко от Москвы», удостоенная в 1951 году Сталинской премии 1-й степени.
Кинотеатр имел разнообразный репертуар: военно-патриотические и историко-документальные фильмы, комедии и серьёзные драматические ленты, научно-популярные картины. Наряду с отечественными фильмами демонстрировались также и зарубежные ленты, а во время школьных каникул их дополняли детские фильмы и мультфильмы. Согласно документам по подготовке к празднованию 50-й годовщины Октябрьской революции кинотеатр «Победа» являлся ведущим предприятием киносети Карельской АССР.
С наступлением 1990-х годов посещаемость кинотеатра резко снизилась, и он был закрыт для проведения ремонтных работ. Вновь свои двери для посетителей «Победа» открыла в 1999 году — помимо косметического ремонта было проведено также техническое обновление: кинозал оснастили системой «Dolby Digital» и широкоформатным экраном. 25 апреля 2012 года в кинотеатре прошёл последний кинопоказ, после чего он был закрыт на реконструкцию, однако показ фильмов в «Победе» так и не возобновился.

## Архитектура
Прямоугольное в плане здание кинотеатра, относящееся к стилю советского неоклассицизма, поставлено с отступом вглубь квартала от общей линии застройки проспекта Ленина. Этот градостроительный приём позволил сформировать перед главным входом в кинотеатр площадку для свободного входа и выхода зрителей. Открытое пространство дало отличную возможность рассмотреть весь объём здания и его многочисленные архитектурные детали.
Под общей скатной крышей здания объединены двухэтажная часть с фойе и зрительным залом и четырёхэтажная часть со вспомогательными помещениями. В оформлении фасадов использовано ордерное построение. Стены первого этажа декорированы крупным рустом и представлены как основание для колонн и пилястр коринфского ордера. Главный фасад здания акцентирован высокой и глубокой нишей, по оси которой расположена входная дверь. Архитрав над нишей опирается на две колонны на пьедесталах. Широко использован мелкий лепной декор: тяги, филёнки, потолочные кессоны, барельефы в виде гирлянд и диска с пятиконечной звездой.